# Teucholabis (Euparatropesa) fumidapicalis laetabilis
Teucholabis (Euparatropesa) fumidapicalis laetabilis is een ondersoort van de tweevleugelige Teucholabis (Euparatropesa) fumidapicalis uit de familie steltmuggen (Limoniidae). De ondersoort komt voor in het Neotropisch gebied.